# 머린랜드 (놀이공원)

머린랜드(Marineland)는 캐나다 온타리오주 나이아가라폴스에 있는 놀이동산이다. 나이아가라 폭포를 찾는 관광객들이 주 고객이다.

## 개장 기간
마린랜드는 매년 5월 마지막 월요일이나 5월 26일 개장하며, 10월 두 번째 월요일인 추수감사절에 문을 닫는다.